# Diego Valera Fuentes
Diego Valente Valera Fuentes (Unión Juárez, Chiapas, 1 de diciembre de 1984) es un político mexicano. Militante del Partido Acción Nacional (PAN). Ha sido diputado local en Chiapas y actualmente es diputado federal por mayoría relativa en la LXIII Legislatura. Se desempeñó como titular de la Secretaría de Pesca y Acuacultura de Chiapas en el gobierno de Manuel Velasco Coello de 2013 a 2014.

## Biografía
Nació el 1 de diciembre de 1984 en Unión Juárez, Chiapas. Es hijo de José Antonio Valera Saa, reconocido político y escritor chiapaneco, y Cruz Higinia Fuentes. Es el menor de cuatro hermanos: Pedro, Fernando, Paola y Diego. El 27 de abril de 2013 contrajo matrimonio con Olga Valenzuela Robles. Tiene un hijo, Diego. 
Es licenciado en Relaciones Internacionales por la Benemérita Universidad Autónoma de Puebla (BUAP), egresado en 2006. Cuenta con diplomados en derechos humanos, asuntos fronterizos, migratorios, seguridad nacional, comercio, relaciones internacionales, procesos de paz, derechos indígenas y en negociación y reducción de conflictos. 
Inició su trayectoria política en 2001, a los 16 años de edad, como presidente del Comité Ejecutivo Municipal del Partido Verde Ecologista de México (PVEM) en Unión Juárez. En 2005, a los 20 años de edad, contendió por primera ocasión por la presidencia municipal de Unión Juárez. 
En 2012 fue elegido diputado local en la LXV Legislatura del Congreso de Chiapas, donde se desempeñó como secretario de la Mesa Directiva, presidente de la Comisión del Café, vicepresidente de la Comisión de Población y Asuntos Migratorios, secretario de las comisiones de Zonas Fronterizas y Limítrofes y de Bosques y Selvas, vocal de las comisiones de Justicia, Hacienda, Promoción, Comercio y Fomento a la Inversión, Salubridad y Asistencia, Seguridad Pública y Postulación de la Medalla Rosario Castellanos.
De 2011 a 2012 fue Subsecretario General de Gobierno en la Región Sierra Mariscal, Chiapas. De 2010 a 2011 fue asesor del entonces senador Manuel Velasco Coello en la LXI Legislatura. De 2009 a 2010 se desempeñó como Director de Comercio Interior y Exterior de la Secretaría de Economía de Chiapas. Anteriormente, de 2008 a 2009, fue coordinador de delegados de la Secretaría de Economía de Chiapas. 
Su trayectoria administrativa inició en Puerto Chiapas; en 2006 como Coordinador General de Operaciones y en 2007 como Coordinador General de Turismo Náutico. De 2007 a 2008 fungió como Delegado Regional del Sistema DIF en Soconusco, Chiapas. 
En 2015 fue elegido diputado federal por mayoría relativa para la LXIII Legislatura, cargo que desempeña desde el 1 de septiembre de 2015. Representa el Distrito VII de Chiapas, el cual está integrado por los municipios: Acacoyagua, Acapetahua, Arriaga, Escuintla, Mapastepec, Pijijiapan, Tonalá y Villa Comaltitlán. 
De 2000 a 2017 fue miembro activo del Partido Verde Ecologista de México (PVEM), militancia a la que renunció para incorporarse al Partido de la Revolución Democrática (PRD). Esta adhesión le permitió formar parte del Grupo Parlamentario del PRD en la Cámara de Diputados en la LXIII Legislatura.